# IQFoil masculin en voile aux Jeux olympiques d'été de 2024
Pour un article plus général, voir Voile aux Jeux olympiques d'été de 2024.
Cet article traite de l'épreuve masculine. Pour la compétition féminine, voir IQ Foil féminin en voile aux Jeux olympiques d’été de 2024.
Navigation
Tokyo 2020 Los Angeles 2028
L'épreuve masculine de planche à voile classe IQFoil en voile aux Jeux olympiques d'été de 2024 a lieu du 28 juillet au 2 août à la Marina de Marseille, dans le Sud de la France. Cette classe remplace le RS:X aux Jeux olympiques.

## Format de la compétition
Cette épreuve de planche à voile comprend une série de 12 régates. À chacune d’elles, des points sont attribués en fonction de la position : le vainqueur obtient un point, le deuxième marque deux points, et ainsi de suite.
Après les 12 premières régates, les points attribués dans la course où le concurrent a réalisé sa plus mauvaise performance sont retirés et les points restants sont additionnés.
Les 10 meilleurs scores disputent ensuite la régate finale s'appelant la course aux médailles pour laquelle les points sont doublés : deux points pour la première place, quatre points pour la deuxième place et ainsi de suite.
Le total des points obtenus à l’issue de la régate finale détermine le classement : l'athlète ayant le score le plus bas est déclaré vainqueur.
Pendant les courses, les concurrents effectuent un parcours en forme d’énorme triangle, se dirigeant vers la ligne d'arrivée après avoir affronté le vent dans les trois directions. Ils doivent passer les bouées de marquage un certain nombre de fois et dans un ordre prédéterminé.

## Médaillés
| Or                | Argent            | Bronze                   |
| Tom Reuveny (ISR) | Grae Morris (AUS) | Luuc van Opzeeland (NED) |

## Programme
| Date                | Horaire | Manche               |
| ------------------- | ------- | -------------------- |
| Dimanche 28 juillet | 11 h 00 | Régates              |
| Lundi 29 juillet    | 11 h 00 | Régates              |
| Mardi 30 juillet    | 11 h 00 | Régates              |
| Mercredi 31 juillet | -       | Repos                |
| Jeudi 1er août      | 11 h 00 | Régates              |
| Vendredi 2 août     | 11 h 00 | Course aux médailles |

## Résultats détaillés

### Courses préliminaires
Les deux moins bons résultats de chaque athlète, barrés dans le tableau ci-dessous, ne sont pas pris en compte dans le calcul du score final.
| Rang | Athlètes                 | Régates | Régates | Régates | Régates | Régates | Régates | Régates | Régates | Régates | Régates | Régates | Régates | Régates | Total   |
| Rang | Athlètes                 | 1       | 2       | 3       | 4       | 5       | 6       | 7       | 8       | 9       | 10      | 11      | 12      | 13      | Total   |
| ---- | ------------------------ | ------- | ------- | ------- | ------- | ------- | ------- | ------- | ------- | ------- | ------- | ------- | ------- | ------- | ------- |
| 1    | Grae Morris (AUS)        | 13      | 24 DNS  | 10      | 9       | 1       | 7       | 2       | 1       | 9       | 2       | 4       | 7       | 8       | 60 pts  |
| 2    | Tom Reuveny (ISR)        | 8       | 13      | 5       | 3       | 3       | 4       | 25 BFD  | 3       | 5       | 13      | 14      | 4       | 2       | 63 pts  |
| 3    | Josh Armit (NZL)         | 4       | 18      | 1       | 14      | 8       | 25 UFD  | 11      | 2       | 6       | 4       | 2       | 3       | 11      | 66 pts  |
| 4    | Paweł Tarnowski (POL)    | 12      | 3       | 6       | 2       | 9       | 2       | 5       | 5       | 10      | 10      | 3       | 11      | 23      | 66 pts  |
| 5    | Luuc van Opzeeland (NED) | 25 BFD  | 9       | 2       | 1       | 6       | 1       | 3       | 25 BFD  | 11      | 14      | 15      | 1       | 6       | 69 pts  |
| 6    | Nicolò Renna (ITA)       | 2       | 15 RDG  | 25 DNF  | 4       | 2       | 5       | 25 BFD  | 12      | 12      | 7       | 1       | 9       | 4       | 73 pts  |
| 7    | Noah Lyons (USA)         | 5       | 1       | 8       | 13      | 12      | 3       | 9       | 6       | 25 BFD  | 11      | 6       | 14      | 22      | 88 pts  |
| 8    | Sam Sills (GBR)          | 21      | 6       | 9       | 7       | 16      | 6       | 7       | 9       | 4       | 15      | 7       | 6       | 12      | 88 pts  |
| 9    | Ethan Westera (ARU)      | 11      | 12      | 12      | 17      | 10      | 13      | 8       | 11      | 3       | 6       | 8       | 2       | 7       | 90 pts  |
| 10   | Elia Colombo (SUI)       | 9       | 7       | 22      | 6       | 11      | 10      | 25 BFD  | 8       | 13      | 9       | 13      | 13      | 1       | 100 pts |
| 11   | Nacho Baltasar (ESP)     | 15      | 5       | 13      | 10      | 17      | 11      | 25 BFD  | 4       | 8       | 12      | 25 BFD  | 5       | 3       | 103 pts |
| 12   | Sebastian Kördel (GER)   | 10      | 15      | 21      | 11      | 20      | 16      | 25 BFD  | 2 RDG   | 1       | 1       | 11      | 8       | 9       | 104 pts |
| 13   | Cheng Ching Yin (HKG)    | 20      | 14      | 7       | 25 BFD  | 14      | 9       | 1       | 10      | 7       | 5       | 5       | 19      | 15      | 106 pts |
| 14   | Johan Søe (DEN)          | 3       | 25 DNS  | 4       | 25 BFD  | 7       | 8       | 12      | 7       | 25 BFD  | 3       | 12      | 21      | 10      | 112 pts |
| 15   | Nicolas Goyard (FRA)     | 1       | 16      | 11      | 5       | 5       | 14      | 18      | 15      | 14      | 16      | 22      | 15      | 18      | 130 pts |
| 16   | Mateus Isaac (BRA)       | 25 BFD  | 2       | 14      | 8       | 13      | 15      | 16      | 18      | 15      | 8       | 19      | 16      | 5       | 130 pts |
| 17   | Rytis Jasiunas (LTU)     | 16      | 19      | 20      | 12      | 21      | 12      | 4       | 14      | 2       | 20      | 16      | 12      | 17      | 144 pts |
| 18   | Makoto Tomizawa (JPN)    | 6       | 20      | 3       | 25 BFD  | 15      | 18      | 13      | 17      | 18      | 21      | 9       | 17      | 13      | 149 pts |
| 19   | Huang Jingye (CHN)       | 7       | 11      | 23      | 16      | 22      | 17      | 6       | 20      | 25 BFD  | 23      | 17      | 18      | 14      | 171 pts |
| 20   | Jakob Eklund (FIN)       | 14      | 17      | 18      | 19      | 18      | 20      | 10      | 16      | 16      | 19      | 18      | 10      | 16      | 172 pts |
| 21   | Francisco Saubidet (ARG) | 17      | 4       | 17      | 15      | 19      | 25 BFD  | 15      | 13      | 17      | 18      | 21      | 23      | 19      | 175 pts |
| 22   | Byron Kokkalanis (GRE)   | 18      | 8       | 15      | 25 BFD  | 4       | 19      | 25 BFD  | 19      | 25 BFD  | 17      | 10      | 22      | 21      | 178 pts |
| 23   | Robert Kubin (SVK)       | 19      | 10      | 16      | 18      | 23      | 21      | 14      | 21      | 19      | 22      | 20      | 20      | 20      | 198 pts |
| 24   | Rami Boudrouma (ALG)     | 22      | 21      | 19      | 20      | 24      | 22      | 17      | 22      | 20      | 24      | 23      | 25 DNF  | 24      | 234 pts |

### Séries pour les médailles
Le premier des courses préliminaires est directement qualifié pour la finale, les 2e et 3e vont en demi-finale. En quart de finale et en demi-finale, les deux premiers athlètes se qualifient pour le tour suivant.
| Rang                                | Athlètes                 | Quart de finale | Demi-finale | Finale  |
| ----------------------------------- | ------------------------ | --------------- | ----------- | ------- |
| Médaille d'or, Jeux olympiques      | Tom Reuveny (ISR)        | Exempté         | 2           | 1       |
| Médaille d'argent, Jeux olympiques  | Grae Morris (AUS)        | Exempté         | Exempté     | 2       |
| Médaille de bronze, Jeux olympiques | Luuc van Opzeeland (NED) | 1               | 1           | 3       |
| 4                                   | Josh Armit (NZL)         | Exempté         | 3           | Éliminé |
| 5                                   | Sam Sills (GBR)          | 2               | 4           | Éliminé |
| 6                                   | Nicolò Renna (ITA)       | 3               | Éliminé     | Éliminé |
| 7                                   | Elia Colombo (SUI)       | 4               | Éliminé     | Éliminé |
| 8                                   | Ethan Westera (ARU)      | 5               | Éliminé     | Éliminé |
| 9                                   | Noah Lyons (USA)         | 6               | Éliminé     | Éliminé |
| 10                                  | Paweł Tarnowski (POL)    | 7               | Éliminé     | Éliminé |